# 水晶城站 (VRE)
水晶城站是弗吉尼亚州阿灵顿水晶城的一个通勤火车站，靠近乔治华盛顿纪念大道和罗纳德·里根华盛顿国家机场。它由弗吉尼亚铁路快线系统的弗雷德里克斯堡线和马纳萨斯线提供服务。VRE计划重建车站，以容纳更长的火车和增加服务。

## 计划重建
2022年5月，美铁和弗吉尼亚客运铁路管理局达成协议，在车站增加一个单独的美鐵站台。该车站将建造一个850英尺（260米）长的岛式站台，站台低阶用于VRE，高阶用于Amtrak。